# Angola Quiluanje Quiassamba
Angola Quiluanje Quiassamba (em quimbundo: Ngola Kiluanji Kia Samba) ou Angola Jinga (em quimbundo: Ngola Nzinga; 1515-56), foi o primeiro monarca (angola inene) do período independente do Reino do Dongo. Fundou a dinastia reinante das terras dos distritos da Ilamba, do Lumbo, do Hari, da Quissama, do Hacu e do Musseque.
Inicialmente o Dongo era um reino vassalo do Reino do Congo até Angola Quiluanje se declarar independente. Outros reis do Dongo independente descendentes seus foram os monarcas Andambi Angola (1556–c.1562), Angola Quiluanje Quiandambi (c. 1562-c. 1575), Angola Quilombo Quiacasenda (c. 1575–1592), Ambande Angola (1592-1617), Angola Ambande (1617-1624), e a mais famosa destes, Jinga Ambande ou Ana de Sousa Jinga, filha de uma das escravas do pai e que reinou de 1624 a 1626.